# Delegazione Coyoacán
Coyoacán (nahuatl: Coyōhuahcān, [kojoː'waʔkaːn̥], Luogo di coloro che possiedono coyote) è una delle sedici delegazioni che dividono la capitale Città del Messico. È al sud della città, confina a nord con la delegazione Benito Juárez, a nord est ed est con la delegazione Iztapalapa, a sudest con Xochimilco, a sud con la delegazione Tlalpan e ad ovest con la delegazione Álvaro Obregón.

## Storia

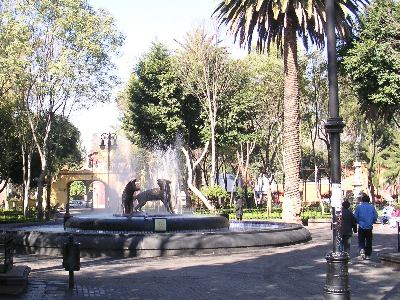
Foto del Jardin Centenario con la statua dei coyote che si abbeverano alla fontana e dai quali il quartiere ha preso il suo nome.

Coyoacán è un antico villaggio preispanico, capitale dei Tepanechi, che nel tempo è stata fagocitata dalla città durante la sua espansione. Nel 1332 i Tepanechi vi si stabilirono, facendola diventare il principale centro commerciale della riva sud del Lago Texcoco.
Nell'agosto 1521 Hernán Cortés stabilì in Coyoacán il suo quartier generale fino al 1523, fondando l'antico quartiere di Coyoacán, il primo municipio della Conca del Messico ed il secondo della Nuova Spagna.
Nel 1824 viene fondato il Distrito Federal con decreto dell'Assemblea Costituente, ma è solo nel 1855 che Coyoacán entra a far parte della Terza Prefettura. Nel 1934 il centro storico di Coyoacán è dichiarata Zona Tipica e tradizionale.

## Turismo
È famosa per il suo centro storico, i suoi musei (tra i quali il Museo Frida Kahlo ed il Museo León Trotsky), i suoi teatri indipendenti, i bar bohémiens, nonché per la Città Universitaria della UNAM e per lo Stadio Azteca.
Luoghi di interesse:
- La Casa Azul Museo Frida Kahlo
- Città Universitaria
- UNAM
- Los Viveros
- Museo León Trotsky
- Museo Diego Rivera Anahuacalli